# Kateh
Kateh là một món cơm của vùng Caspi, không giống như món Polo/Cholo, món này hơi dẻo và không có Tahdig (lớp cháy, bánh mì hoặc khoai tây ở đáy nồi, một món ăn truyền thống ở Iran). Nói chung, kateh cần một nửa thời gian nấu so với cơm kiểu Polo/Cholo và có một hương vị đặc hơn do thêm bơ hoặc dầu trong quá trình nấu ăn.
Kateh nói chung được coi là món cơm Iran đơn giản nhất tốc độ nấu nhanh, khiến nó là món phổ biến dành cho bữa tối bình thường. Đây cũng là món ăn truyền thống của Gilan và Mazandaran. Cơm Damy là loại cơm nấu giống Kateh song nêm thêm phụ gia, các loại hạt như đậu lăng vào nấu cùng.
Khi nấu Kateh và Damy phải vặn lửa nhỏ vì nếu để lửa to sẽ tạo ra cháy Tah-deeg màu vàng. Riêng từ Damy có nghĩa là hấp. Một loại Damy đặc sản là bánh nhân Tah-chin được làm nhờ trộn gạo với sữa chua, nghệ, lòng đỏ trứng và nhân thịt gà, thịt cừu.